# Педроярви
Педроярви, Оринъярви — озеро на территории Воломского сельского поселения Муезерского района Республики Карелии.

## Общие сведения
Площадь озера — 1 км². Располагается на высоте 224,6 метров над уровнем моря.
Форма озера лопастная, продолговатая: вытянуто с северо-запада на юго-восток. Берега изрезанные, каменисто-песчаные, местами заболоченные.
Из залива на восточной стороне Педроярви вытекает безымянный водоток, втекающий с левого берега в реку Волому, впадающую в Сегозеро.
В озере не менее десятка безымянных островов различной площади, однако их количество может варьироваться в зависимости от уровня воды.
К северу от озера проходит дорога местного значения.
Код объекта в государственном водном реестре — 02020001111102000007628.